# Le Chien du Tibet
Pour plus de détails, voir Fiche technique et Distribution.
Le Chien du Tibet (チベット犬物語, Chibetto inu monogatari) est un film d'animation japonais de Masayuki Kojima sorti en 2011, d'après l’œuvre de l'écrivain Naoto Inoue. Il a été nommé dans plusieurs catégories au Festival international du film d'animation d'Annecy en 2011.

## Synopsis
Après la mort de sa mère, Tenzin doit quitter la ville et aller vivre avec son père dans la prairie tibétaine. La vie est rude, il doit s'adapter à la vie nomade, se familiariser avec sa nouvelle famille et son nouvel environnement.
Jusqu'au jour où le jeune homme est témoin d'un combat entre des chiens de garde tibétains et un chien aux poils dorés étranger à la meute qui deviendra son ami.

## Fiche technique
- Titre original : チベット犬物語 (Chibetto inu monogatari?)
- Titre anglais : The Tibetan Dog
- Titre français : Le Chien du Tibet
- Réalisation : Masayuki Kojima
- Scénario : Naoto Inoue
- Direction artistique : Yuji Ikeda
- Musique : Hidekiyo Murai
- Producteur de cinéma|Production : Yasuaki Iwase
- Sociétés de production : Madhouse, China Film Group Corporation
- Sociétés de distribution : Gebeka Films
- Pays de production :  Japon,  Chine
- Langue originale : Japonais
- Format : couleur
- Genre : Animation
- Durée : 95 minutes
- Dates de sortie :
  - France : 6 juin 2011 (festival international du film d'animation d'Annecy) - 26 septembre 2012 (sortie en salles)[2]
  - Chine : 15 juillet 2011
  - Japon : 7 janvier 2012[3]

## Distribution

### Voix françaises
- Claire Tefnin : Amala / Lachen / Femme
- Frédéric Meaux : Jampa
- Michel Hinderyckx :  Ngawang
- Fanny Roy : Dalma
- Carole Baillien : Dechi
- Philippe Résimont :  Lhodo
- Circé Lethem : Tenzin (enfant)
- Patrick Descamps : Tenzin (adulte)
- Jean-Marc Delhausse : Lahpka
- Jean-Paul Landresse : Terring
- Maia Baran : Mendrham
- Raphaëlle Lubansu : Norbu
- Gaëtan Wenders : Sonam
- Jean-Michel Vovk : Gyalo
- David Macaluso : Laje / Thank
- Olivier Cuvellier : Smadu
- Alexandre Crépet : voix additionnelles

## Distinction
- 2011 : en sélection officielle lors du festival international du film d'animation d'Annecy[4]